# Rhadinoceraea micans
Rhadinoceraea micans är en stekelart som först beskrevs av Johann Christoph Friedrich Klug 1816.  Rhadinoceraea micans ingår i släktet Rhadinoceraea, och familjen bladsteklar. Arten är reproducerande i Sverige.

## Bildgalleri

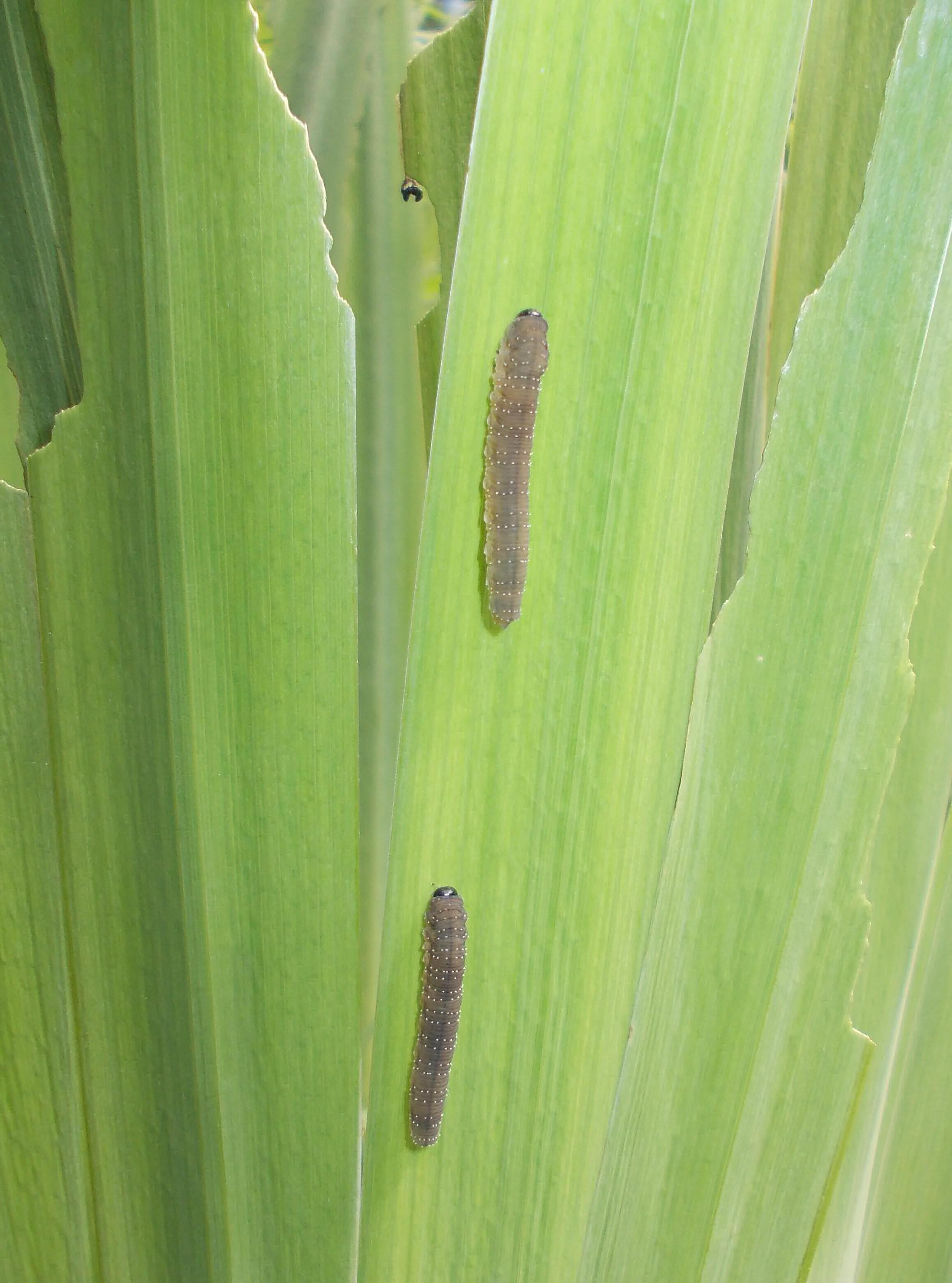